# Edificio Aurora Polar
El edificio Aurora Polar de Vigo es un inmueble obra del arquitecto vigués Jenaro de la Fuente Álvarez encargado por la compañía de seguros Aurora Polar en 1959, que se encuentra en el centro de la ciudad en el chaflán que forman las calles Urzaiz y República Argentina. Es un edificio de factura moderna con formas dinámicas propias del racionalismo, movimiento ya iniciado por Xosé Bar Boo en 1957 con el edificio Plastibar. Destacan la disposición retranqueada de las últimas plantas, las terrazas voladas de formas curvas en el encuentro de las calles que dan sensación de movimiento, la disposición inclinada de las cristaleras de la primera planta, y también los materiales: granito con hierro y vidrio en los antepechos de los balcones, y las bandas longitudinales de piezas de gres azul que contribuyen al enriquecimiento plástico del conjunto. Destacan también las esculturas, los laterales en relieve, y la principal en el chaflán que representa una familia protegida por el seguro, obra de Camilo Nogueira. Se trata de un de los edificios más significativos de la arquitectura racionalista en Vigo, y uno de los pioneros en introducir en la ciudad el movimiento moderno.

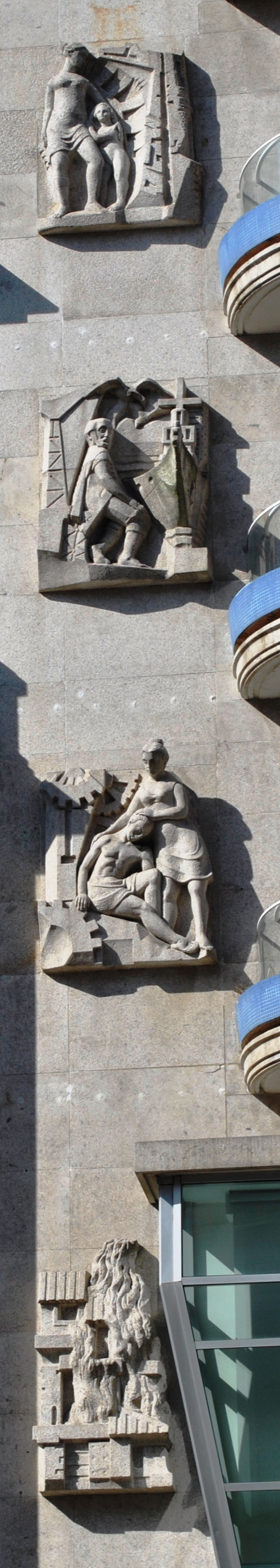
Esculturas laterales en relieve.

## Historia
En el año 1959 la compañía de seguros Aurora Polar encargó al arquitecto vigués Jenaro de la Fuente Álvarez erigir la que sería su última obra (junto con el Instituto Femenino San Tomé de Freixeiro en la Gran Vía). Anteriormente el arquitecto, hijo de Jenaro de la Fuente Domínguez, había trabajado con el eclecticismo gallego, con la primera modernidad y con los historicismos de la posguerra; ahora crea una obra única y da un paso más allá de su obra precedente y también ya racionalista, el edificio Candeira erigido en 1954 (en la calle Pi i Margall 79 de Vigo). La obra fue ejecutada entre las calles Urzaiz y República Argentina, con doce plantas y unas formas que recuerdan el mundo de la máquina y la velocidad, con los colores y materiales de trasatlánticos, automóviles y aviones, y con la búsqueda del mayor aprovechamiento del espacio.
El edificio fue restaurado en el siglo XXI. En 2006 fue homenajeado por el Colegio Oficial de Arquitectos de Galicia en ocasión del día internacional de la Arquitectura.

## Estilo
Se trata de un de los primeros edificios de estilo racionalista en Galicia, de 12 plantas y fachada principalmente en granito. El volumen se modela de acuerdo con dos objetivos básicos, la necesidad de aprovechamiento máximo del solar y la de dar una imagen del principal argumento: las formas dinámicas relacionadas con el mundo de la máquina y la velocidad (nuevos ideales estéticos de la época), que si manifiestan en la fachada, en la pérgola de la cubierta, los colores y las barandillas inspiradas en temas náuticos. La entrada principal se dispone de suerte que permite salvar la acusada pendiente de la calle República Argentina y así aprovechar todo el espacio para el uso comercial. El entresuelo también es de uso comercial y destaca por los cerramientos con cristaleras inclinados hacia la calle formando un zócalo que evidencia la naturaleza de la estructura reticular de hormigón, de suerte que el resto del volumen del edificio “fluctúa” sobre este endeble cerramiento. Las siete plantas siguientes sobresalen por el movimiento que dan las terrazas curvadas con el uso de materiales y colores que recuerdan el mundo náutico y los trasatlánticos que parten y llegan a la ciudad hacia las Américas con barandillas de hierro blanco, cristal y bandas de gres azulado (tipo piscina). A partir de la octava planta se produce un retranqueo de los tres siguientes andar a manera de azotea que acercan sensación de movimiento al conjunto. En la cumbre del edificio hay un gran pérgola.
En el chaflán, encima de la puerta principal destacan las esculturas del vigués Camilo Nogueira Martínez, que representan una familia protegida por el «seguro». Jenaro de la Fuente separó las formas dinámicas livianas de las terrazas del Aurora de los edificios cercanos con una banda vertical ciega en la que se incrustan bajorreleves en granito con el nombre de la compañía de seguros promotora del edificio y una serie de motivos de inspiración art déco. La tipografía empleada y el diseño de los elementos escultóricos confirman la concepción formal de la modernidad que caracterizó el último período de la carrera del arquitecto, fallecido el año en el que los trabajos finalizaron.
El edificio tiene planta baja y entresuelo destinados a locales comerciales, siete plantas con una vivienda-oficina por planta de grandes dimensiones y tres áticos destinados a oficinas.